# Kriegerdenkmal Altmersleben
Das Kriegerdenkmal Altmersleben ist ein denkmalgeschütztes Kriegerdenkmal im Ortsteil Altmersleben der Stadt Kalbe (Milde) in Sachsen-Anhalt. Im örtlichen Denkmalverzeichnis ist das Kriegerdenkmal unter der Erfassungsnummer 094 90115 als Baudenkmal verzeichnet.

## Allgemeines
Das Kriegerdenkmal, östlich der Dorfkirche Altmersleben, wurde ursprünglich zum Gedenken an die gefallenen Soldaten des Ersten Weltkriegs errichtet und nach 1945 um eine Gedenktafel für die gefallenen Soldaten des Zweiten Weltkriegs erweitert. Es steht auf einem mehrstufigen Sockel und wird von einem Vogel gekrönt, der entfernt an einen Adler erinnert. Der ursprüngliche Adler auf einer Kugel, wie auf alten Bildern erkennbar, wurde gestohlen und sein Verbleib ist ungeklärt. In das Denkmal ist eine Gedenktafel eingelassen.
Im Kreisarchiv des Altmarkkreises Salzwedel ist die Ehrenliste der Gefallenen des Ersten Weltkriegs erhalten geblieben. In der Dorfkirche befinden sich keine Gedenktafeln für die Gefallenen.

## Inschrift
Erster Weltkrieg

Zweiter Weltkrieg